# Europese vechtkunsten
Europese vechtkunsten of Europese vechtsporten zijn de verschillende variates van vechten die in Europa ontwikkeld zijn. Sommige kennen een lange geschiedenis en verschillen in stijl. Schwingen uit Zwitserland geldt bijvoorbeeld als een van de oudste worstel vormen ter wereld.
Enkele Europese vechtkunsten zijn:
- Bata (Ierland)
- Cornish wrestling (Engeland)
- Cumberland wrestling (Engeland)
- Devonshire wrestling (Engeland)
- Glima (IJsland)
- Jogo do Pau (Portugal)
- Kas-pin (Finland)
- Lancashire wrestling (Engeland)
- Pankration (Griekenland)
- Liu-bo (Sicilië, Italië)
- Lutta corsa (Corsica, Frankrijk]
- Sambo (Rusland)
- Savate (Frankrijk)
- Schermen en Historisch Schermen (Europa)
- Historische Europese krijgskunsten (Europa)
- Schwingen (Zwitserland)
- Strumpa (Sardinië, Italië)
- Svebor (Servië)
- Systema (Rusland)
- Trinta (Moldavië)
- Westmorland wrestling (Engeland)
- Zipota (Baskenland, Spanje)